# 22685 Домінґез
22685 Домінґез  (22685 Dominguez) — астероїд головного поясу, відкритий 17 серпня 1998 року.
Тіссеранів параметр щодо Юпітера — 3,325.